# Ліга Божого Дому
Ліга Божого Дому (нім. Gotteshausbund, італ. Lega Caddea, ромш. Lia da la Chadé) — європейське державне утворення, яке було засновано в теперішній Швейцарії 29 січня 1367 року для протистояння зростаючій владі єпископам міста Кур і Габсбургам. Ліга об'єдналася з Сірою Лігою та Лігою Десяти Юрисдикцій у 1471 році, сформувавши федеративну державу Три Ліги. Ліга Божого Дому, разом з двома іншими Лігами, була в союзі зі Старою Швейцарською Конфедерацією протягом XV-XVI століть. Після наполеонівських війн Ліга Божого Дому стала частиною швейцарського кантону Граубюнден.

## Історія регіону перед утворенням Ліги
Регіон, який став Лігою Божого дому, завжди знаходився під сильним впливом діоцезу Кур. Вперше єпископ Кура згадується в 451 році, коли його єпископ святий Асімо брав участь у Міланському синоді, але, ймовірно, він існував ще століттям раніше. Протягом V і VI століть є дані про велику романізацію та навернення до християнства в регіоні навколо Кура. У 536 році регіон був завойований Меровінгським королівством, але завдяки віддаленості та ізольованості він швидко повернувся до фактичної незалежності. У цей час регіон був відомий як Churrätien чи Churwalchen і займав політично практично ту саму територію, яку духовно очолював єпископ Кура. У 773 році політична і духовна влада в регіоні була об'єднана в єдиній сім'ї. Однак ця ситуація тривала лише до 806 року, коли Карл Великий розділив політичну і духовну владу на дві частини. Цей розкол і наслідки конфліктів призвели до розпаду Курратьєна та створення численних невеликих незалежних громад з центром влади у Курі. Століттями після розколу єпископи Кура бажали розширити свою владу як політично, так і духовно.

## Заснування Ліги
У XIV столітті основні громади Єпископату Кур лежали вздовж дороги з півночі на південь на маршруті Септимер-Жульє. Єпископ керував регіоном навколо Кура і мав право вищого судді у Фір Дорфе, Курі, Оберхальбштейні, Оберенгадіні, Бергеллі, Шамсі, Рейнвальді, Унтеренгадіні та Віншгау.
Після 1363 року відносини між єпископом Кура та його підданими погіршились. Австрійські герцоги з дому Габсбургів здобули Графство Тіроль, до складу якого входили Мюнстерталь і Унтеренгадін, і намагалися розширитися за рахунок єпископства Кур. Іноземний і часто відсутній єпископ Петер Геліто фон Бемен, який заглибив єпископство в глибоку боргову яму, був готовий продати політичне керівництво області в обмін на щорічну зарплату. Першим кроком у 1366 році він здав фортецю Фюрстенбург у Бурґейсі, Фіншгау. У відповідь на це представники соборної церкви святого Луки, долинних общин і міста Кур зібралися в 1365 році в замку Вільденберг в Цернеці. 29 січня 1367 року вони знову зібралися в Курі, цього разу задумуючи революцію.
На зустрічі були представлені три джерела влади в районі: по-перше, духовна громада, представлена персоналом єпископського собору; по-друге, представники великих спільнот з гірських долин (по шість представників від Домлека, Шамса та Бергелла; четверо від Оберхальбштейна; троє від Оберенгадіна; і два від Унтеренгадіна); по-третє, представники громади Кура. Група зібралася без єпископа і проголосувала за різке обмеження його влади та вимагала надання їй повноважень з фінансових питань.
Рішення зібрання 1367 року не було офіційною федерацією чи союзом, а представляло бажання триматися разом в умовах кризи. Однак воно також включало бажання проводити майбутні збори та пильно стежити за владою єпископа. Ці майбутні зустрічі створювали основу для більш тісних союзів між окремими громадами. У 1409 році вони створили постійну раду і призначили над єпископом войта або бейліфа. Навесні 1468 року єпископ Ортліб фон Брандіс розлютив Лігу. Вони зібрали армію, напали на кілька маєтків єпископа, включаючи Ріом і Грайфенштайн, і зайняли їх. Єпископ був змушений попросити місто Цюрих втрутитися. Цюрих провів переговори з Лігою і переконав її повернути замки єпископу. Між 1524 і 1526 роками Іланцькі Статті прибрали останні залишки політичної влади єпископа.

## Розширення Ліги
Протягом XV століття Ліга продовжувала розширюватися. Vier Dörfer (чотири села, залишок від п'ятьох або Fünf Dörfer) приєднався до Ліги, разом з Аверсом і найвищою частиною долини Альбула. Долина Мюнстера (Мюнстерталь) та долина Поск'яво приєдналися приблизно до 1498 року. У середині XV століття Ліга Божого Дому почала проводити спільну зовнішню політику з двома іншими Лігами (Сірою Лігою та Лігою Десяти Юрисдикцій). У 1499 році під час Швабської війни Ліга разом з двома іншими Лігами розгромила армію Габсбургів у битві при Кальвені та взяла Фіншгау у єпископату Кур. З часом влада єпископа Кура ослабла, але він став центром Ліги Божого Дому. Приблизно після 1700 року мер Кура автоматично став керівником Ліги Божого Дому.

## Три Ліги
Приблизно з 1471 року три окремі Ліги були об'єднані разом як Три Ліги. Бундесбріф від 23 вересня 1524 року створив Конституцію для Трьох Ліг, яка зберігалась до анексії Ліги Наполеоном. Однак Ліга не була єдиною державою в сучасному розумінні. Три Ліги працювали разом як федерація трьох держав, і практично всі справи Ліги вирішувались шляхом референдуму. Три Ліги також були унікальними в ранньомодерній Європі практикою тієї чи іншої форми комуналізму, в якій кожна Ліга засновувалась, керувалась та захищалась колективними рішеннями. 
Три Ліги, як правило, були союзниками зі Старою Швейцарською Конфедерацією. Спочатку це було відповіддю на експансію Габсбургів. Війна Муссо проти Міланського герцогства 1520 року підштовхнула Лігу до тіснішої співпраці зі Швейцарською Конфедерацією. Вона залишалася в асоціації зі швейцарцями до наполеонівських воєн, і була анексована швейцарською Гельветійською республікою, заснованою в 1798 році. Після Наполеонівського Акту про посередництво в 1803 році Три Ліги стали кантоном Граубюнден. Ліга Божого Дому залишалася окремою частиною політичної організації кантону з 1803 по 1854 рік.

## Зовнішні посилання
- Ліга Божого Дому Romansh, німецькою, французькою та італійською //  Історичний словник Швейцарії.
- Курратьєн німецькою, французькою та італійською //  Історичний словник Швейцарії.
- Кур (Діоцез, Єпископство) німецькою, французькою та італійською //  Історичний словник Швейцарії.